# Орора (Міссурі)
Орора (англ. Aurora) — місто (англ. city) в США, в окрузі Лоуренс штату Міссурі. Населення — 7219 осіб (2020).

## Географія
Орора розташована за координатами 36°58′5″ пн. ш. 93°43′10″ зх. д. / 36.96806° пн. ш. 93.71944° зх. д. (36.967963, -93.719558).  За даними Бюро перепису населення США в 2010 році місто мало площу 15,50 км², з яких 15,42 км² — суходіл та 0,08 км² — водойми. В 2017 році площа становила 16,37 км², з яких 16,29 км² — суходіл та 0,08 км² — водойми.

## Демографія
Згідно з переписом 2010 року, у місті мешкало 7508 осіб у 2948 домогосподарствах у складі 1943 родин. Густота населення становила 484 особи/км².  Було 3396 помешкань (219/км²).
Расовий склад населення:
| - 92,3 % — білих - 0,9 % — корінних американців - 0,3 % — чорних або афроамериканців - 0,2 % — азіатів - 0,1 % — вихідців з тихоокеанських островів - 4,4 % — осіб інших рас |

До двох чи більше рас належало 1,8 %. Частка іспаномовних становила 7,5 % від усіх жителів.
За віковим діапазоном населення розподілялося таким чином: 27,6 % — особи молодші 18 років, 56,6 % — особи у віці 18—64 років, 15,8 % — особи у віці 65 років та старші. Медіана віку мешканця становила 35,8 року. На 100 осіб жіночої статі у місті припадало 89,5 чоловіків;  на 100 жінок у віці від 18 років та старших — 86,4 чоловіків також старших 18 років.
Середній дохід на одне домашнє господарство  становив 44 214 долари США (медіана — 36 158), а середній дохід на одну сім'ю — 52 249 доларів (медіана — 42 363). Медіана доходів становила 38 365 доларів для чоловіків та 27 870 доларів для жінок. За межею бідності перебувало 18,4 % осіб, у тому числі 27,0 % дітей у віці до 18 років та 13,2 % осіб у віці 65 років та старших.
Цивільне працевлаштоване населення становило 3142 особи. Основні галузі зайнятості: освіта, охорона здоров'я та соціальна допомога — 22,3 %, виробництво — 18,9 %, мистецтво, розваги та відпочинок — 9,9 %, роздрібна торгівля — 8,4 %.